# Esendere (Yüksekova)
Esendere (Koerdisch: Bajêrga Mezin, Armeens: Բաժերգյա, geromaniseerd: Bažergya) is een Turks stadje in de provincie Hakkâri, op de grens tussen Turkije en Iran.